# Reinhard Liess
Reinhard Liess (* 10. April 1937 in Bunzlau, Schlesien) ist ein deutscher Kunsthistoriker.

## Leben
Reinhard Liess wurde 1937 in Bunzlau in Schlesien geboren. Er studierte von 1957 bis 1965 als Stipendiat der Studienstiftung des deutschen Volkes Kunstgeschichte und Archäologie an den Universitäten Marburg und München und wurde 1965 an der Universität München mit der Arbeit Der frühromanische Kirchenbau des 11. Jahrhunderts in der Normandie. Analysen und Monographien der Hauptbauten  promoviert. Er habilitierte sich 1970 mit einer Arbeit über Wahrheit und Wirklichkeit in der Kunst des P.P. Rubens an der Technischen Universität Braunschweig, die 1977 unter dem Titel Die Kunst des Rubens veröffentlicht wurde. Liess wurde 1971 Universitätsdozent, lehrte Kunstgeschichte seit 1974 als außerplanmäßiger Professor in Braunschweig und Regensburg, ab 1978 als Universitätsprofessor in Braunschweig, von 1990 bis 2002 an der Universität Osnabrück. Von März bis Juni 2001 nahm er eine vom Deutschen Akademischen Austauschdienst (DAAD) geförderte Gastprofessur an der Universidad Nacional de Cuyo in Mendoza (Argentinien) wahr. Zum 30. September 2002 wurde Liess pensioniert.

## Schriften (Auswahl)
- Der frühromanische Kirchenbau des 11. Jahrhunderts in der Normandie: Analysen und Monographien der Hauptbauten. Wilhelm Fink Verlag, München 1967, DNB 482279591.
- Die Kunst des Rubens. Waisenhaus-Buchdruckerei und Verlag, Braunschweig 1977.
- Beobachtungen an der Judith-Holofernes-Gruppe Donatellos. In: Martin Gosebruch, Lorenz Dittmann (Hrsg.): Argo, Festschrift für Kurt Badt zu seinem 80. Geburtstag. Köln 1970, S. 176–205.
- Über Schinkels Säulenordnungen. Ein Beitrag zum ästhetischen Verständnis seiner Konstruktionen. In: Schinkel-Studien, hrsg. von H. Gärtner, Leipzig 1984, S. 51–65.
- Die Vollendung des Kunstwerks in sich selbst. Die Kunst-Natur-Analogie bei Goethe. In: Cl. Fruh u. a. (Hrsg.): Kunstgeschichte-aber wie? Berlin 1988, S. 83–107.
- Die kleinen Landschaften  Pieter Bruegel des Ä. im Lichte seines Gesamtwerks. In: Kunsthistorisches Jahrbuch Graz. 15/16, 1979/1980, S. 1–117; 17, 1981, S. 55–150; 18, 1982, S. 79–165.
- Braunschweig. (= Deutsche Lande Deutsche Kunst.). 5. Auflage. Deutscher Kunstverlag, München 1980, ISBN 3-422-00120-4.
- Goethe vor dem Straßburger Münster: Zum Wissenschaftsbild der Kunst. E. A. Seemann Verlag, Leipzig 1985, ISBN 3-527-17548-2.
- Der Riss A1 der Strassburger Münsterfassade im Kontinuum der Entwürfe Magister  Erwins. In: Kunsthistorisches Jahrbuch Graz. 21, 1985, S. 47–121.

- Der Riss B der Straßburger Münsterfassade: Eine baugeschichtliche Revision. In: Orient und Okzident im Spiegel der Kunst. Festschrift Heinrich Gerhard Franz zum 70. Geburtstag. (= Forschungen und Berichte des Institutes für Kunstgeschichte der Karl-Franzens-Universität Graz. Band 7). Akademische Druck- und Verlagsanstalt Graz, 1986, ISBN 3-201-01296-3, S. 171–202.

- Die Entstehung des Straßburger Risses mit dem Glockengeschoß und seine Stellung im Gesamtbild der Münsterfassade. In: Münchner Jahrbuch der bildenden Kunst NF 37, 1986, S. 33–112.

- Die Straßburger Münsterfassade im Licht. Eine vergessene Wirklichkeit mittelalterlicher Bau- und Bildhauerkunst. In: H.-C. Graf von Bothmer (Hrsg.): Festschrift für Lorenz Dittmann. Frankfurt a. Main 1993, S. 233–255.
- Zur Entwurfseinheit der Straßburger Münsterfassade. Architektur und Skulptur. In: Bulletin de la Cathédrale de Strasbourg XXIV, 2000, S. 23–118.
- mit Andrea Köpke: Zur ehemaligen  Erwin-Inschrift von 1277 an der Westfassade des Straßburger Münsters. In: Zeitschrift für die Geschichte des Oberrheins. 137 (NF 98), 1989, S. 105–173.
- Zur historischen Morphologie der hohen Chorgiebelfassade von  St. Marien in Prenzlau. In: Niederdeutsche Beiträge zur Kunstgeschichte. 27, 1988, S. 9–62.
- Der Quatrain des  Genter Altars. Ein Selbstbildnis  Jan van Eycks. In: S. Glaser, A. Klaxen (Hrssg.): Musis et Litteris. Festschrift für Bernhard Rupprecht zum 65. Geburtstag. München 1993, S. 35–67.
- Stefan Lochner und Jan van Eyck. Der Einfluss des  Genter Altars auf den  Altar der Kölner Stadtpatrone. In: Aachener Kunstblätter. 1995/97, erschienen 1998, S. 157–197.
- Der Heisterbacher Altar. Ein frühwerk  Stefan Lochners. Rasch Druckerei und Verlag, Bramsche 1998, ISBN 3-932147-56-1.
- Im Spiegel der  Meninas.  Velazquez über sich und  Rubens. V & R unipress, Göttingen 2004, ISBN 3-89971-101-7.
- Zum Logos der Kunst  Rogier van der Weydens. Die „Beweinungen Christi“ in den Königlichen Museen in Brüssel und in der Nationalgalerie in London (Ad Opus-Kunstgeschichtliche Werkanalysen.), 2 Bände, Lit, Münster 2000, ISBN 3-8258-4158-8.
- Jan Vermeer van Delft,  Pieter Bruegel d. Ä., Rogier van der Weyden. Drei Studien zur niederländischen Kunst. V & R unipress, Göttingen 2004.
- Streifzüge durch die klassische Kunstgeschichte mit einer Kritik an  Picasso. Herausgegeben und mit einem Nachwort versehen von Thomas Gädeke. 3 Bände, zusammen 1695 S. und 95 Farbtafeln, Verlag Schnell & Steiner, Regensburg 2021, ISBN 978-3-7954-3639-1.
- Albrecht Dürer. Die Sprache seiner Gewänder. Michael Imhof Verlag, 2022, 128 S., 50 Abb., ISBN 978-3-7319-1263-7.